# Veleka
La Veleka ((bg) Велека, (tr) Kocadere) est une rivière de l’extrême sud-est de la Bulgarie (Oblast de Bourgas), et de l’extrême nord-ouest de la Turquie européenne. 

## Géographie
Elle mesure 147 km de long, dont 123 km en Bulgarie et 25 km en Turquie.